# Preciosa (empresa)
Preciosa es una empresa dedicada al ámbito del cristal cortado con precisión y productos relacionados. Tiene su sede en Jablonec nad Nisou, República Checa.

## Nombre
La palabra «Preciosa» se deriva del femenino del adjetivo latino preciosus, que significa raro, excepcional o noble.

## Productos
Preciosa es conocida por producir productos de cristal. Este vidrio lo funde en su propia cristalería. Produce principalmente componentes de cristal utilizados en la industria textil, del calzado y de la joyería. Las piedras cortadas a máquina más vendidas incluyen chatones, piedras perfiladas, rosas de chatón, piedras prensadas de fondo plano, perlas facetadas y otros componentes de cristal.
Históricamente, se trataba principalmente de cristal de plomo, que contiene una media del 30% de plomo para lograr un alto brillo. En 2013, Preciosa respondió a la demanda de los mercados globales y comenzó a producir cristal sin plomo (contenido de plomo < 0,009), que cumple con los más altos estándares de calidad y certificación ecológica. En 2019, también presentó el primer tono de rojo sin cadmio llamado Red Velvet.

## Historia
La historia de la fabricación de vidrio en la región de Jablonec está documentada desde 1548, cuando la familia Wander fundó la primera fábrica de vidrio en Mšeno. Posteriormente, los colonos de las montañas Jizera comenzaron a transmitir el oficio de fabricación de vidrio de generación en generación. Durante el siglo XIX, Jablonec nad Nisou se convirtió en el centro mundial de la industria joyera.
En 1945, las siete principales fábricas de cristal y 18 pequeñas empresas de Jablonec nad Nisou y sus alrededores se fusionaron, formando la empresa Preciosa, que se fundó oficialmente el 10 de abril de 1948.
Durante la Guerra Fría, Preciosa fue estatalizada y su producción era controlada por el Estado. Después de la Revolución de Terciopelo de 1989, en un proceso de privatización poco transparente de la antigua empresa estatal, Preciosa fue comprada gradualmente por Ludvík Karl, el gerente de la empresa en la era comunista.
Actualmente, el Grupo Preciosa está formado por las siguientes empresas: Preciosa Inc., Preciosa–Chandeliers Inc., Preciosa Figuritas Ltd. y Preciosa Ornela Inc.